# Pietro Francesco Carlone
Pietro Francesco Carlone (* vor 1607 (?); † 1681 oder 1682 in Garsten), auch Peter Franz Carlone genannt, aus dem obersteirischen (Leobener) Zweig der Familie Carlone war ein Baumeister des frühen Barock, der insbesondere als Stiftsbaumeister hervortrat.

## Leben
Der Sohn des Baumeisters und späteren Leobener Bürgers Peter Carlone begann seine Laufbahn wahrscheinlich im Jahr 1625 als Gehilfe seines Vaters. Vermutungen über den Vorwurf nächtlicher Ruhestörung und einen Gefängnisaufenthalt (1625) sind nicht eindeutig belegt. Im Jahr 1631 war Pietro Francesco Carlone in Röthelstein ansässig, wo er 1650 als „Pau- und Maurermeister“ Erwähnung fand. Er wirkte unter anderem an den Stiftsgebäuden in Gurk (ab 1637), Göss (ab 1652) und Seckau (ab 1658). Im Jahr 1671 war er anlässlich einer Bestellung von Kupferblech in Passau anwesend, im Jahr 1677 hielt der über „Sübzig“-Jährige sich in Garsten, Judenburg und Seckau auf und 1678 erneut in Garsten, wo er die Pläne für die von seinen Söhnen ausgeführte Klosterkirche (1685–1693) entwarf.
Pietro Francesco Carlone starb in Garsten. Sein Todesjahr ist unklar. Je nach den Quellen werden die Jahre 1680, 1681 oder 1682 angegeben.
Der Baumeister folgte dem Vorbild seines Vaters, bei dem er das Handwerk erlernt hatte. So wie jener bezog auch er die Söhne in seine Bautätigkeit ein. Sie standen ihm zunächst als Gehilfen, später als Mitarbeiter und Vertreter zur Seite und setzten sein Werk fort.

### Nachfahren
- Carlo Antonio Carlone (* um 1635 in Scaria, Lombardei; † 3. Mai 1708 in Passau), Gehilfe seines Vaters ab 1651, vertrat diesen im Jahr 1661 als Stiftsbaumeister in Seckau, arbeitete dann nach den Entwürfen des Vaters, später als selbständiger Baumeister.
- Giovanni Battista Carlone (* um 1640/1642 in Scaria; † um 1717 ebenda (?) ), Stuckator, arbeitete gemeinsam mit dem Vater und dem Bruder unter anderem an der Garstener Stiftskirche.
- Bartholomeo

## Werk
Pietro Francesco Carlone war hauptsächlich dem Stiftungsbau verpflichtet. In seiner noch von Gegenreformation und Rekatholisierung geprägten Schaffenszeit diente die Mutterkirche des Jesuitenordens Il Gesù (1568–1584) der barocken Kirchenbaukunst in ganz Europa als Vorbild. So wie weitere Baumeister und Stuckatoren seiner Familie, sowohl seiner Generation als auch der nachfolgenden, baute auch Pietro Francesco Carlone im sogenannten „Jesuitenstil“. Allerdings folgten die in Österreich tätigen Carlones dem in Oberitalien verbreiteten Typus der Wandpfeilerkirche mit Emporen, Tonnengewölbe, geradem Chorabschluss ohne Querschiff und Doppelturmfassade, wobei das erneuernde Element und Merkmal der „Carlone“-Kirchen weniger in der Bauform, sondern vielmehr in der opulenten Pracht der Stuckdekorationen zu finden ist.
Die ersten Bauwerke, in deren Zusammenhang der Name von Pietro Francesco Carlone fällt, sind jene einer im Jahr 1625 errichteten, dem heiligen Sebastian gewidmeten Kapelle in Frohnleiten und eines im Jahr 1631 für die Ordensgemeinschaft der Jesuiten in Leoben geschaffenen Badehauses mit Vorlaube, Gießhaus usw.

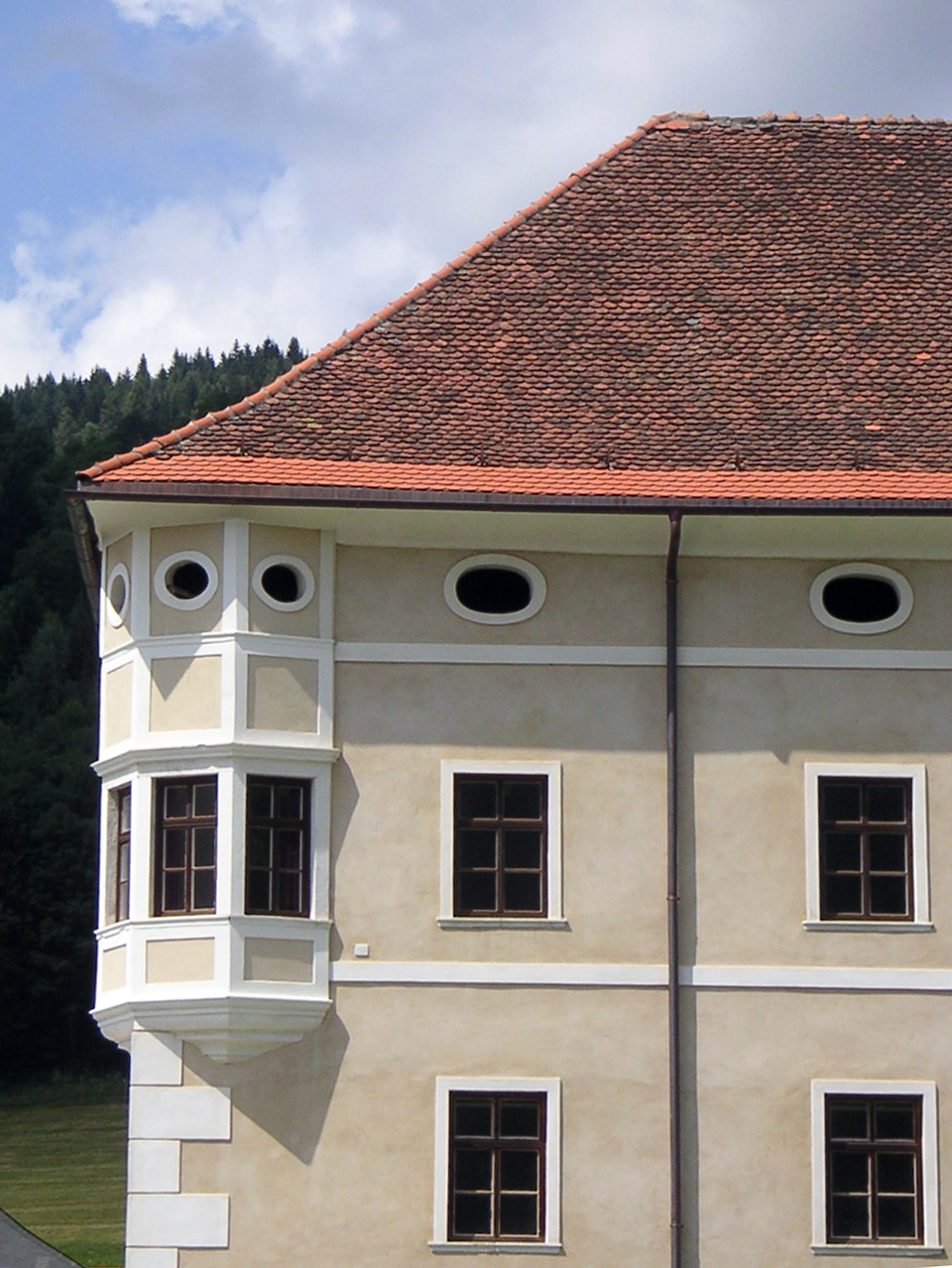
Stiftsanlage (1637–1638) beim Dom zu Gurk

Kapiteltrakt des Stiftes in Gurk (1637/38)
Im Jahr 1637 legte Pietro Francesco Carlone den Bauplan des im Norden des Querhauses des Domes zu Gurk für die Kanoniker zu errichtenden Kapiteltraktes (1637–1638) vor, der die Anlagen des ehemaligen Stiftes Gurk ersetzen sollte. Der Baumeister errichtete diesen Trakt unter Verwendung des mittelalterlichen Kapitelhauses, bevor er sich der Umgestaltung des westlich daran anschließenden, aus den Jahren 1468 bis 1490 datierenden Probsthofes widmete, der dem Neubau angepasst wurde. Da es sich bei den Gebäuden um reine Zweckbauten handelte, wurde auf eine künstlerische Ausgestaltung weitgehend verzichtet.
Es folgten die Errichtung eines kaiserlichen See- und Jagdhauses (1639) nahe dem Leopoldsteinersee und Arbeiten an dem Innerberger Rechen genannten Wasserbauwerk (1644) in Innerberg (heute Eisenerz).
Stift Göss in Leoben (1652–1654)
Mit dem Neubau des gewaltigen sogenannten Oberen Konvents im Nordwesten der Kirche des damals unter Leitung der Äbtissin Amalia von Leisser stehenden Benediktinerinnenstiftes Göss bei Leoben wurde Pietro Francesco Carlone im Jahr 1650 beauftragt. Die Grundsteinlegung fand im Jahr 1652 statt, die Arbeiten waren 1654 abgeschlossen. Das Gebäude kam im Jahr 1827 in den Besitz der Vordernberger Radmeisterkommunität, die es ein Jahr später mit Ausnahme eines Flügels (mit stuckiertem Saal) abtragen ließ.

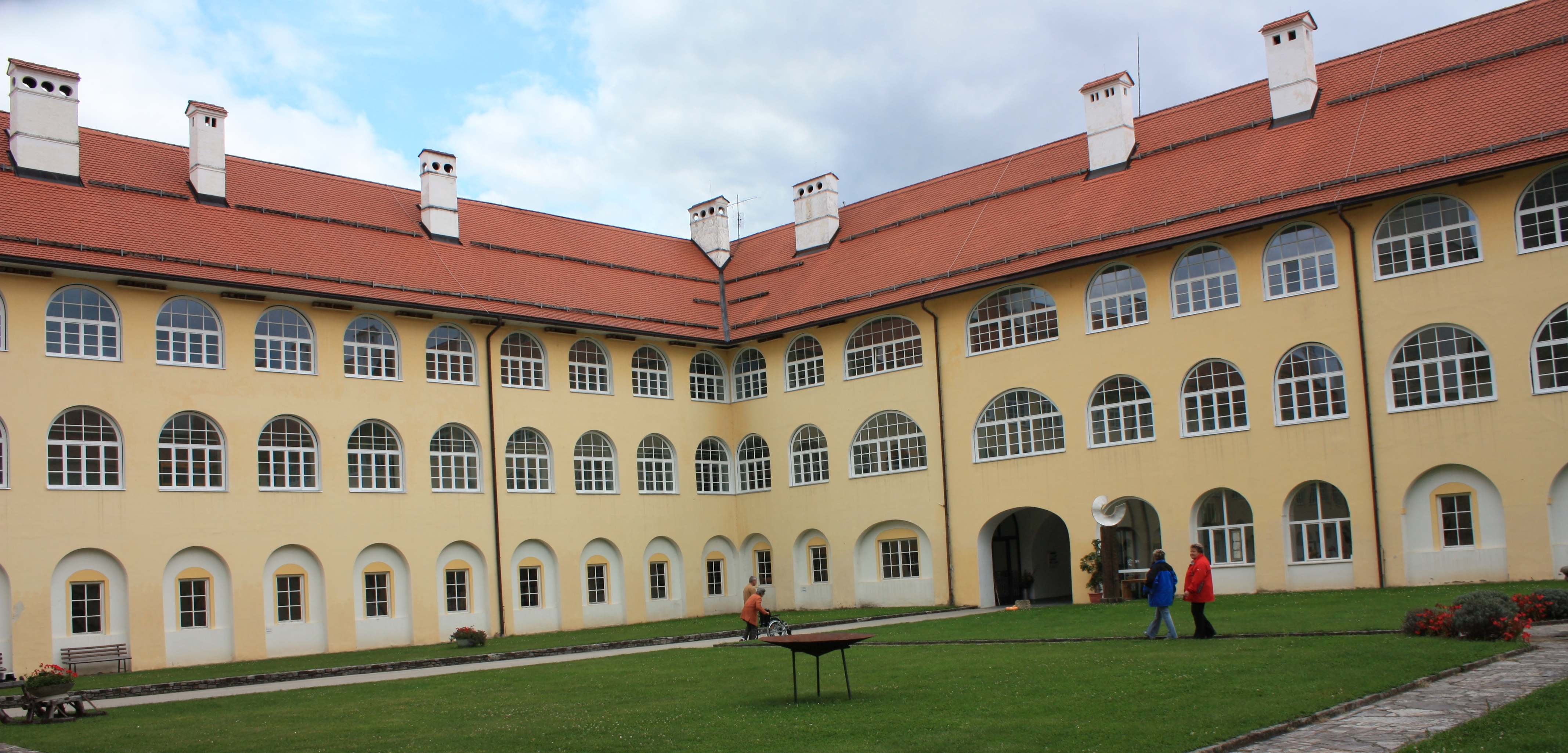
Südlicher Innenhof in Stift Sankt Georgen

Stift Sankt Georgen am Längsee (1654–1658/1659)
Die tatkräftige Äbtissin von Stift St. Georgen rief den durch seine Arbeiten an den Konventsgebäuden in Leoben und Gurk bekannt gewordenen Baumeister an den Kärntner Längsee. Die dort geplante Barockisierung verwirklichte Carlone in den Jahren von 1654 bis 1658, mit Ausnahme des erst 1676 vollendeten Turmes.
Pfarrkirche St. Magdalena in Tragöß (1658)
Im Jahr 1658 errichtete Pietro Francesco Carlone den Chor und Seitenkapellen der Pfarrkirche St. Magdalena in Tragöß-Oberort bei Bruck an der Mur. Bereits 1640 hatte er einen Voranschlag für diese Kirche erstellt.
Stift Seckau (1658–1679)

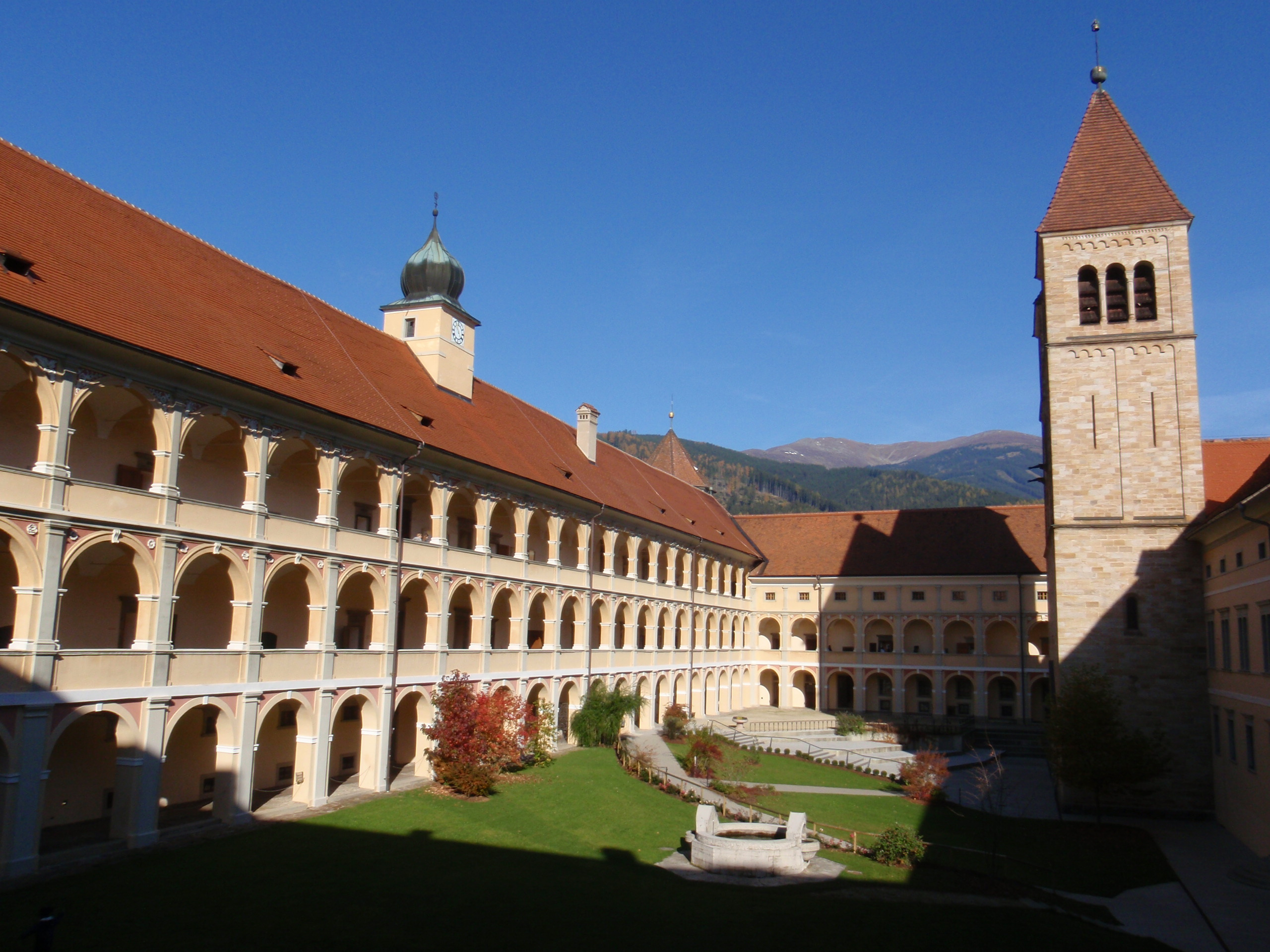
Stift Seckau

Eine dauerhafte Beschäftigung fand der Baumeister am damaligen Augustiner-Chorherrenstift Seckau. Der dort beschlossene repräsentative Ausbau im barocken Stil hatte 1625 an der Westfront begonnen. Der seit dem Jahr 1640 fertiggestellte Kaisersaal wurde in Erwartung eines Besuches des Kaisers Leopold I. mit reichen Stuckaturen ausgeschmückt (1660). Ein Jahr später waren Ost-, Süd- und Westflügel vollendet. Die Umgestaltung der Westfassade und der Türme der romanischen Abteikirche erfolgte in den Jahren von 1671 bis 1677. Carlone arbeitete bis zum Jahr 1679 an Stift Seckau. Er erhielt in jenem Jahr eine Entschädigung für seine dortige 18-jährige Tätigkeit. Mehr als die Hälfte der Gebäude wurden 1832 abgetragen. Die Westfassade und ihre Türme wurden im 19. Jahrhundert im neoromanischen Stil erneuert.
Stiftskirche und heutige Pfarrkirche Garsten (ab 1677)
Die Kirche des ehemaligen Benediktinerstiftes wurde nach einem Entwurf von Pietro Francesco, dem die Jesuitenkirche in Linz als Vorbild diente, von dessen Söhnen Carlo Antonio und Giovanni Battista ausgeführt und ausgestattet. Sie wurde als einer der prunkvollsten Räume des ausgehenden austro-italienischen Barocks bezeichnet.
Stiftskirche in Schlierbach (1680–1683)
Die Pläne für den Neubau der Kirche des Zisterzienserstifts Schlierbach stammen ebenfalls von Pietro Francesco und wurden von dessen Sohn Carlo Antonio (nach anderen Quellen von beiden Brüdern gemeinsam) ausgeführt. Weitere Mitglieder der Familie Carlone, Giovanni Battista Carlone oder Bartolomeo Carlone schufen 1684/85 den Stuck und die Fresken. Für die Altareinrichtung fertigte Carlo Antonio Carlone den Entwurf.

## Zuschreibungen
Pfarrkirche St. Xaver in Leoben (1660–1665)
Die Kirche, ein völlig einheitliches Denkmal der Gegenreformation, gehört zu den frühen Bauten der Steiermark, in denen uns der Typus der Wandpfeilerkirche entgegentritt, der später in den Carlone-Kirchen in Frauenberg bei Admont, Schlierbach und Garsten prächtig gesteigert wurde. Es wird trotz des Mangels an archivalischen Beweisen angenommen, dass dieser bedeutende Bau in Leoben auf Pietro Francesco Carlone zurückgeht, dessen Vater sich bereits in Leoben sesshaft machte.
Alter Dom in Linz (1678)
Die Jesuitenkirche zum Heiligen Ignatius in Linz, deren Rohbau im Jahr 1678 vollendet war, wird ebenfalls Pietro Francesco Carlone zugeschrieben.
Studienkirche St. Michael in Passau (1677)
Die Studienkirche St. Michael in Passau, ehemalige Jesuitenkirche, entstand nach dem Brand, im Jahr 1662, von Kirche und Kollegium der Jesuiten. Die neue Kirche war bereits 1677 vollendet. Aus stilkritischen Überlegungen gilt der in Passau tätige Pietro Francesco Carlone als Architekt. Der Innenraum folgt dem schlichten Schema einer Wandpfeileranlage. Teile des Stucks weisen auf Stuckateure aus dem Carlone-Kreis hin.